# Station Hokksund
Station Hokksund is een station in  Hokksund in de gemeente Øvre Eiker  in  Noorwegen. Het station ligt aan Sørlandsbanen en is tevens eindpunt van Randsfjordbanen. De laatste lijn wordt ook gebruikt door de sneltrein tussen Oslo en Bergen. Het station is een ontwerp van Paul Due.